# Pauli Järvinen
Pauli Järvinen, född 4 maj 1965 i Tammerfors, är en finländsk före detta ishockeytränare och professionell ishockeyspelare. 
Han har blivit finsk mästare i ishockey med Tappara tre år i rad; 1986, 1987 och 1988.
Leder Elitserien/SHL med flest poäng i en match:  8 st Luleå HF -MODO 11 oktober 1990.